# Французская зона оккупации Германии
Французская зона оккупации Германии, Западная зона оккупации Германии — территории нацистской Германии, находившиеся по окончании Второй мировой войны в Европе под управлением французской администрации.

## Предыстория
Будущее послевоенной Германии неоднократно обсуждалось западными союзниками и СССР. Предметом обсуждения была безоговорочная капитуляция, репарации и территориальное расчленение. Вопрос общего контрольного механизма управления зонами оккупации вылился в обширную дискуссию. У. Черчилль желал видеть Францию в качестве четвёртого участника территориального управления Германией: «Французы хорошо знают немцев и сумеют управлять ими. Англия не хочет брать на себя всю тяжесть возможного нападения Германии в будущем. По мере роста своих сил Франция должна будет принимать на себя все большую тяжесть бремени по предотвращению нападения Германии». Ф. Рузвельт согласился с пожеланием британского премьер-министра выделить для Франции оккупационную зону, но включать её в состав контрольного механизма отказался. И. Сталин также отказался от сотрудничества с Францией. Черчилль продолжал отстаивать свою позицию, заявляя, что Франция откажется от осуществления управления зоной без своего места в механизме. При этом было подчеркнуто, что она не будет принимать участия в традиционном совещании «большой тройки». В итоге, несмотря на возражения советской стороны, Франция была допущена в общий контроль. Соглашением между союзниками от 1 мая Франция официально вошла в систему управления.
Потсдамская конференция и подписанный на ней договор «Политических и экономических принципов, которыми необходимо руководствоваться при обращении с Германией в начальный контрольный период» поставили точку в вопросе ближайшего будущего Германии. Политические принципы сводились к демократизации и денацификации, а экономические к демонополизации и демилитаризации.
Контрольный механизм управления был создан в июне 1945 года. В его структуру вошел Контрольный совет по Германии, состоящий из четырёх главнокомандующих стран-победительниц. В его обязанности входили: согласование действий главнокомандующих в своих зонах оккупаций, совместные решения по военным, экономическим и политическим вопросам, контроль над центральной немецкой администрацией. Из заместителей главнокомандующих был сформирован Комитет координаций, на который ложилась вся административная работа.

## Территории
В зону французской оккупации была отнесена территория общей площадью 42 000 км² с населением в 5 900 000 человек. В её состав входили южные территории Бадена и Вюртемберга, Баварский Пфальц, баварский район Линдау, провинция Рейнгессен и ещё два района Гессена, земли Гогенцоллернов, четыре западных района прусской провинции Гессен-Нассау, южная часть прусской Рейнской провинции (включая бывший до 1937 года ольденбургский район Биркенфельд) и Саарская область. В сравнении с двумя другими оккупационными зонами, доставшимся США и Великобритании, французская была наименее развита в экономическом плане.
В пределах французской зоны, помимо основных территорий, также существовали два сектора, переданные под управление люксембургской армии. Эти сектора, расположенные в западной части районов Битбург и Саарбург (за исключением самого города Саарбург), находились под контролем Люксембурга с ноября 1945 года по июль 1955 года. Хотя люксембургские войска осуществляли военный контроль в этих секторах, гражданское управление оставалось в ведении французских военных властей, что делало их статус несколько ограниченным.

## Политика Франции в зоне оккупации
12 октября 1945 года Шарль де Голль заявил перед прессой, что Франция надеется на то, что «никогда больше не увидит Германского Рейха». Меры, предпринятые союзниками по отношению к Германии, казались французскому руководству недостаточными. До середины 1947 года французская политика в германском вопросе носила самый радикальный характер.
Французская оккупационная зона нарушала исторические границы Гессена, Баварского Пфальца и княжества Биркенфельд, разделенных по Рейну между французами и американцами. Франция планировала обменять южный Вюртемберг и земли Гогенцоллернов на северную часть земли Баден для создания конфедеративного государства с центром в Вюртемберге. Также небольшое немецкое государство должно было быть создано в Бадене. Саарская область, обладающая значительной автономией, в будущем должна была присоединиться к денежной и таможенной системе Франции. Оставшиеся территории переходили под управление администрации. Административный аппарат был разношерстным и состоял из бывших участников Сопротивления и чиновников вишистского правительства.
Политику Франции, проводимую в своей зоне оккупации, называют двойственной или амбивалентной, так как в 1945—1946 годах, ратуя за федерализацию Германии, она выступала за немецкое экономическое единство. Французское видение федерализации заключалось в автономном возрождении бывших немецких государств по правому берегу Рейна и присоединение левого берега к французскому государству. Также руководство страны отказывалось от создания центрального немецкого органа на своей территории, вроде того, что существовал в американской или британской зонах.
Под руководством генерала П. Кенига был создан Совет министров, вокруг которого группировались главы секретариатов, представляющих собой правительства земель и имеющих право издавать законы. 12 декабря в землях были приняты конституции, позволявшие деятельность политических партий.

## Объединение
США сначала выступили против территориальных амбиций Франции, но, желая присоединить её к курсу своей внешней политики и не допустить прихода к власти Французской коммунистической партии, пошли на уступки. В июле 1946 года в Париже госсекретарь США Дж. Бирнс намекнул на возможность присоединения Саара к Франции, если та, в свою очередь, не будет препятствовать объединению западных зон Германии. Министр иностранных дел Франции Ж. Бидо заявил, что Париж готов пойти на «честную» сделку, но это ещё не было его прямым согласием. Соединенные Штаты стали использовать «угольную дипломатию», чтобы склонить Францию к нужному решению. «Европейская угольная организация» резко уменьшила ввоз угля во Францию из Германии, что вызвало его недостаток в стране. Французское правительство запросило помощи у США и Великобритании. В ответ американские и английские представители заявляли, что для увеличения поставок угля нужно сделать экономику Западной Германии «самообеспечивающейся», а для этого необходимо присоединить французскую зону оккупации Германии к Бизонии. Но Кениг, занимающий пост главнокомандующего зоной, выступил против слияния. Это имело целый ряд негативных последствий, так как участие Франции в экономических и политических вопросах западной зоны стало постепенно ограничиваться. Лишь в июне 1947 года Франция признала, что решения германского вопроса можно достичь только при равноправном участии Западной Германии в Европейском сообществе. 8 апреля 1949 года Франция присоединила свою зону к Бизонии, в результате чего была образована Тризония. 23 мая 1949 года была создана Федеративная Республика Германия. Во французской зоне были созданы земли Южный Баден, Вюртемберг-Гогенцоллерн и Рейнланд-Пфальц. Саар оставался протекторатом Франции вплоть до 1957 года.

## Комментарии
1. ↑  В Берлине для занятия французскими войсками были выделены округа Райниккендорф и Веддинг, однако они не находились в прямом подчинении Франции, а, как и прочие сектора в городе, управлялись Межсоюзнической комендатурой Берлина.
2. ↑  Бизония — результат слияния английской и американской зоны оккупации.